# Luca Giorgi
Luca Giorgi (Rimini, 24 agosto 1986) è un fumettista e illustratore italiano.

## Biografia
Ha esordito professionalmente nel mondo del fumetto nel 2010 come inchiostratore nello studio Dentiblù di Stefano Bonfanti e Barbara Barbieri  per le storie di Zannablù. Comincia successivamente a lavorare per il reparto edicola con Rainbow sui personaggi di Winx, Mia and Me e Regal Academy per poi passare a curare le collezioni per ragazzi dell'editore milanese DeAgostini. Per DiPiù, settimanale diretto da Sandro Mayer, lavora alle storie a fumetti sui poeti italiani e sull'Inferno di Dante Alighieri. Sempre per l'edicola lavora per i fascicoli di dinosauri, minerali e insetti del Dottor Steve Hunter per l'editore Geobook.
Nel 2016 inizia a lavorare ai libri per bambini con i Fratelli Fabbri Editore sulla serie Melowy scritti da Danielle Star. Passa poi a illustrare per Primiceri Editore Mattia e la Matita Magica e La Libertà del Mare, quest'ultimo unico libro per ragazzi dedicato alla vicenda storica dell'Isola delle Rose e presentato ufficialmente a Rimini il 21 luglio 2017. Queste esperienze nel settore per l'infanzia lo porteranno a creare la mascotte Comby, per il comune di Miane, che accompagna i bambini nel sentiero didattico naturalistico del bosco di castagni di Combai.
Collabora al recupero e restauro delle opere francesi, inedite in Italia, di Gallieno Ferri Jim Puma e Thunder Jack - L'eroe del nord per Anafi.
Nel 2016 ritorna ai fumetti e lavora come inchiostratore per alcune storie di Casty per Topolino Magazine. Sue le chine per il crossover Topin Mystère e Orobomis, la città che cammina in cui l'autore friulano Casty crea una parodia delle avventure di Martin Mystere, storia realizzata col consenso e la supervisione dello stesso autore del personaggio originale, Alfredo Castelli. Partecipa nel 2018 alle chine della storia Che avventure Topolino  per l’album Topolino Sticker Story, edito da Panini, per festeggiare i 90 anni del personaggio di Walt Disney.
Instaura, nel 2017, una proficua collaborazione con Frew Publications realizzando i colori delle copertine per l’eroe The Panthom - Uomo mascherato, testata che la casa editrice australiana pubblica senza interruzioni dal 1948. Colora per Sergio Bonelli editore il volume Nathan Never. Un nuovo futuro, scritto da Antonio Serra con ai disegni Gigi Simeoni e Sergio Olivares. 
Come autore completo realizza le strisce umoristiche per i diari scolastici Agenda Ridens con i comici di Zelig (2017-2018) e il Diario Monocromo Pigna (2018-2019). La sua attività prosegue nell'illustrazione e nel project design per l’industria dei giocattoli creando giochi di ruolo, 3D figure e board games che lo porta a collaborare con gli youtuber Me contro Te e Lyon gamer. 
Negli anni ha partecipato a varie collaborazioni nel mondo pubblicitario come storyboarder per spot pubblicitari tra cui Vecchio Amaro del Capo (2016) e Arancia Rosaria (2023).

## Pubblicazioni
- Mattia e la matita magica, con Salvatore Primiceri e Ivan Zoni (Primiceri Editore, Padova 2015)
- Fratelli Animali, illustrazioni album di figurine (Officina Edicola, 2015)
- Jim Puma, di Gallieno Ferri (Inedibooks Anafi, 2015)
- Winx Magiche Amiche Sticker Collection, illustrazioni e colori (Rainbow/Tridimensional, 2016)
- Topolino e l'isola di Quandomai, chine cover limited de luxe edition (Panini Comics, 2016)
- Topolino e l'elettromistero di Natalimburgo, chine (Topolino 3187, 2016)
- La libertà del mare, con Salvatore Primiceri e Ivan Zoni (Primiceri Editore, 2017)
- The Phantom Annual 2017, colori cover(Frew Publications, 2017)
- Sentieri di carta nel West, di Matteo Pollone e Roberto Guarino, colori cover (Allagalla, 2017)
- Melowy lo scrigno dei segreti (Fratelli Fabbri Editore , 2018)
- Melowy 14. Destiny in pericolo (Fratelli Fabbri Editore , 2018)
- Melowy 15. Un sogno da salvare (Fratelli Fabbri Editore , 2018)
- Topin Mystère e Orobomis, la città che cammina, chine (Topolino 3250-3251, 2018)
- Che avventure Topolino, in Topolino Sticker Story, chine (Panini, 2018)
- The Phantom 1820 - Legacy of the Reef, chine (Frew Publications, 2018)
- Tutto questo accadde domani, chine (Topolino 3280-3284, 2019)
- Atomino, Topolino e l'elemento qualsivoglia, chine (Topolino 3302, 2019)
- Topolino e il mistero di Acquadombra, chine (Topolino 3308-3309, 2019)
- Topolino e il castello sulla luna, chine (Topolino 3321, 2019)
- The Phantom Annual 2019, colori cover(Frew Publications, 2019)
- Nathan Never. Un nuovo futuro (Sergio Bonelli Editore, 2019)
- Topolino e la casa dei dipinti che fingono, chine (Topolino 3361, 2020)
- Indiana Pipps e il bowling del faraone, chine (Topolino 3363, 2020)
- Topolino e le giornate malfunzionanti, chine (Topolino 3378, 2020)
- Topolino e la logica astrologica, chine (Topolino 3394, 2020)
- Tutti gli eroi della esseGesse, di Matteo Pollone e Roberto Guarino (Allagalla, 2023)
- Don Camillo a fumetti: Giallissimo, illustrazione cover (Freecom, 2023)